# Callum Ilott

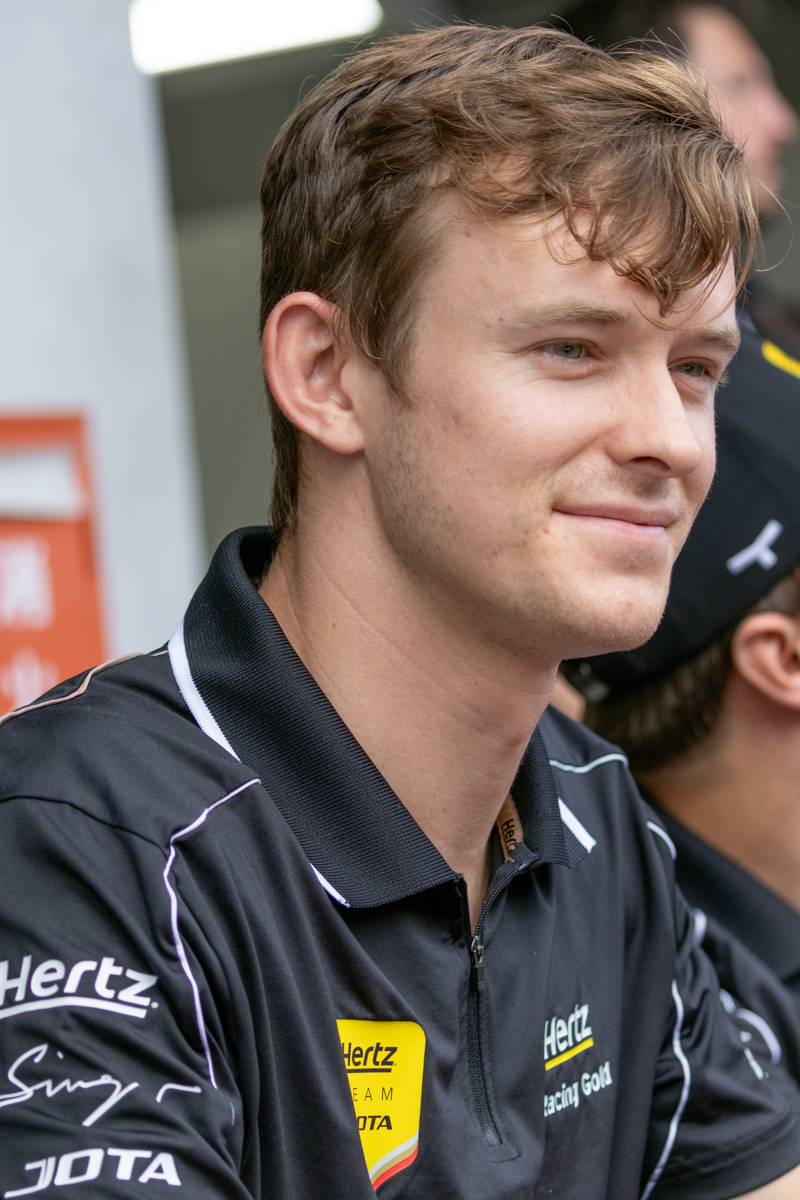
Callum Ilott 2024

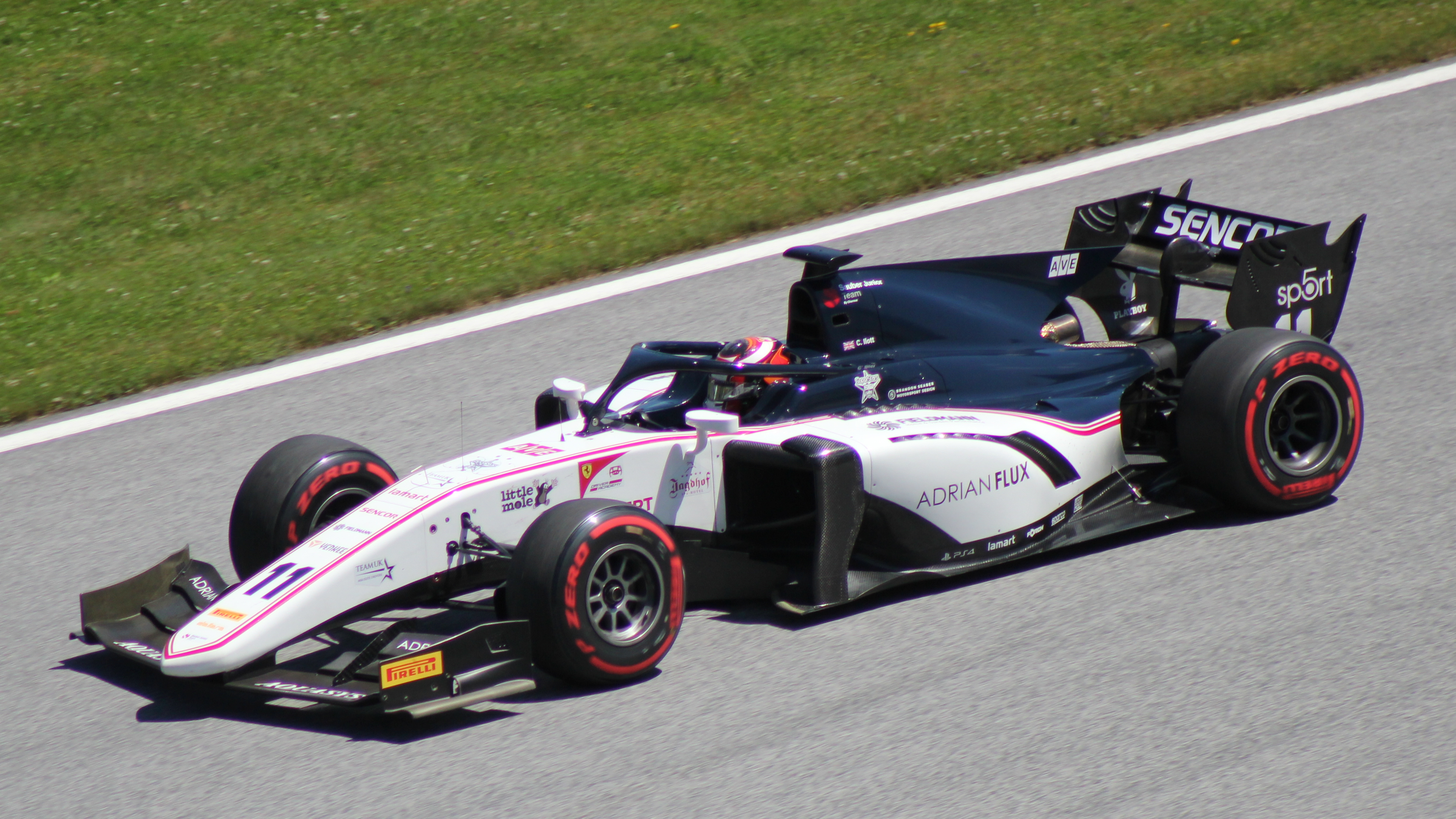
Callum Ilott beim Formel-2-Rennen in Spielberg 2019

Callum Benjamin Ilott (* 11. November 1998 in Cambridge) ist ein britischer Automobilrennfahrer. Er wurde 2014 Kart-Europameister. 2018 fuhr er in der GP3-Serie und wurde am Ende Dritter in der Gesamtwertung. 2019 und 2020 ging er in der FIA-Formel-2-Meisterschaft an den Start und beendete die Saison 2020 als Vizemeister. 2021 war er Test- und Entwicklungsfahrer bei der Scuderia Ferrari.

## Karriere

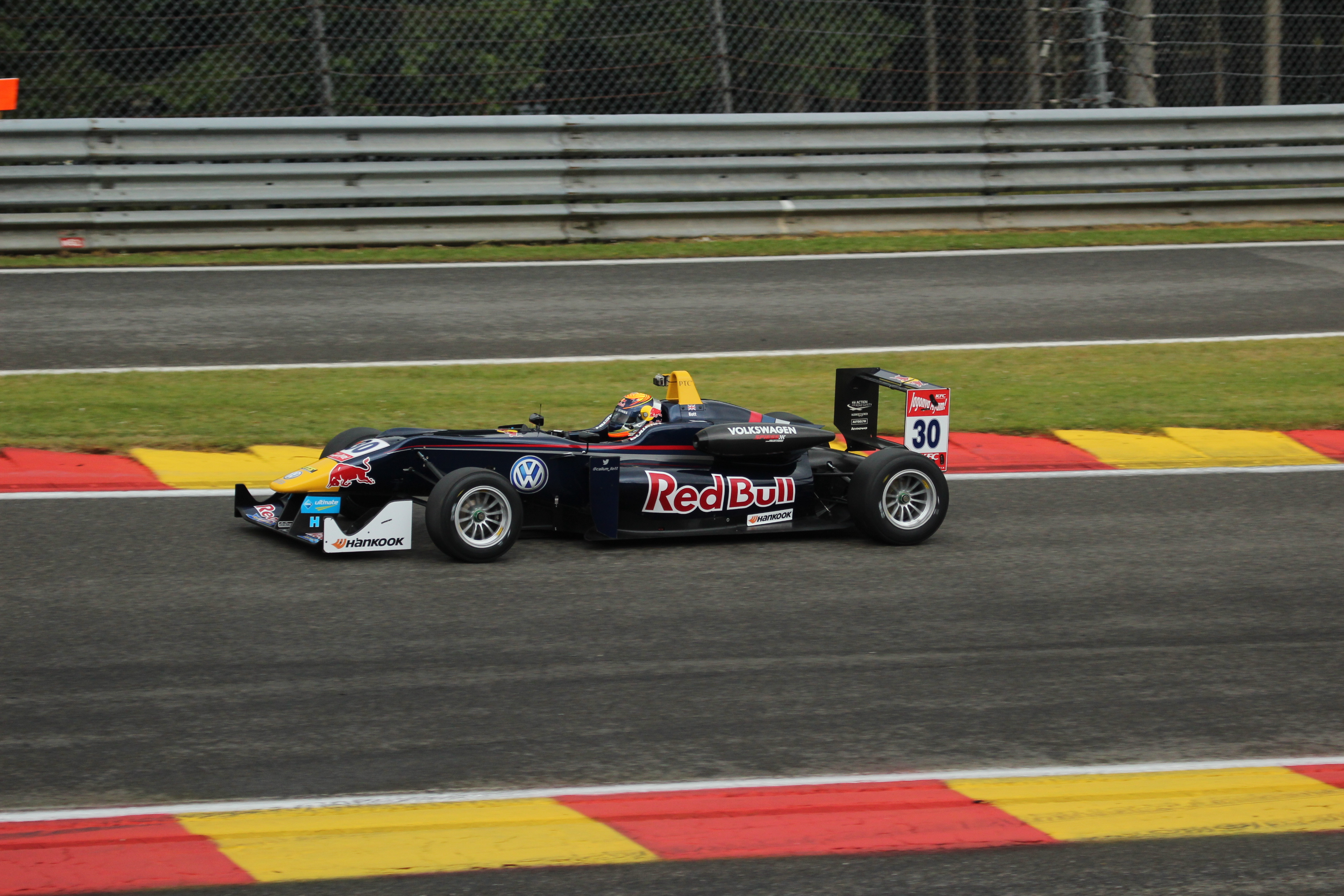
Callum Ilott in Spa-Francorchamps in der europäischen Formel-3-Meisterschaft 2015

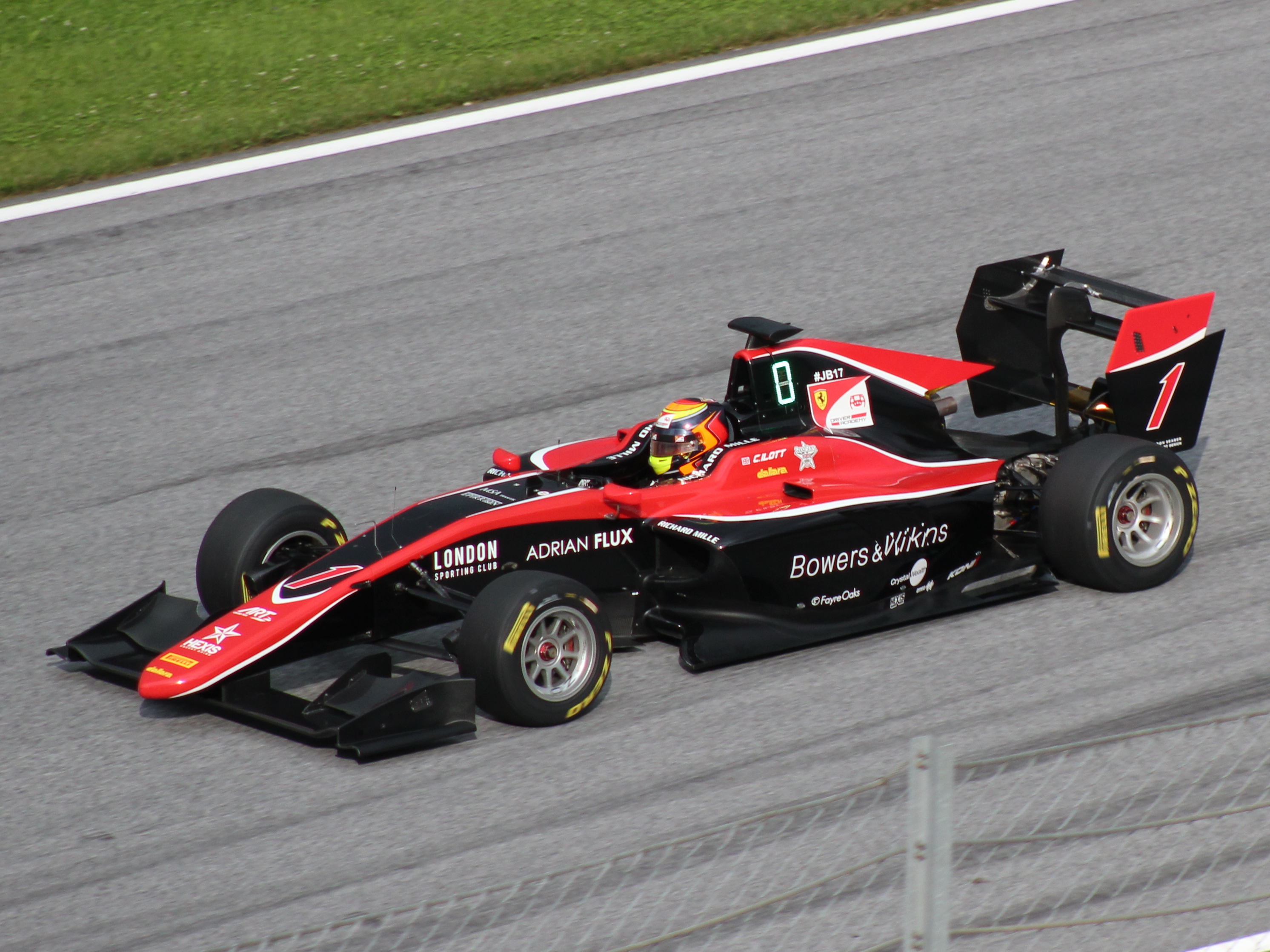
Callum Ilott beim ersten GP3-Rennen in Spielberg 2018

Ilott begann seine Motorsportkarriere 2008 im Kartsport, in dem er bis 2014 aktiv blieb. 2012 gewann er die KF3-Klasse der WSK Master Series sowie des WSK Final Cups. In der WSK Euro Series und im CIK-FIA-Weltcup wurde er Zweiter in der KF3-Klasse. 2013 wurde er Meister in der KF-Kategorie im WSK Final Cup. 2014 entschied Ilott in der KF-Klasse die WSK Super Master Series sowie die CIK-FIA-Europameisterschaft für sich. In der CIK-FIA-Weltmeisterschaft erreichte er den vierten Platz.
2015 wechselte Ilott in den Formelsport und Red Bull nahm ihn in sein Förderprogramm auf. Zunächst trat Ilott für ETEC Motorsport in der Toyota Racing Series 2015 in Neuseeland an. Er wurde dreimal Vierter und beendete die Saison auf dem 16. Gesamtrang. Anschließend startete Ilott 2015 für Carlin in der europäischen Formel-3-Meisterschaft. Er war der einzige Fahrer, der bei jedem Rennen gewertet wurde. Mit einem dritten Platz als bestem Ergebnis wurde er Zwölfter in der Fahrerwertung. Am Jahresende schied Ilott aus dem Red-Bull-Förderprogramm aus. 2016 absolvierte Ilott seine zweite Saison in der europäischen Formel-3-Meisterschaft für Van Amersfoort Racing. Er gewann bereits beim ersten Rennwochenende ein Rennen. Im weiteren Saisonverlauf folgte ein weiterer Sieg. Insgesamt stand er sechsmal auf dem Podium. In der Meisterschaft verbesserte er sich auf den sechsten Platz. 2017 wechselte Ilott innerhalb der europäischen Formel-3-Meisterschaft zum Prema Powerteam. Gleichzeitig wurde er als erster Brite Mitglied der Ferrari Driver Academy.

### FIA-Formel-2-Meisterschaft
Ilott nimmt seit 2019 an der FIA-Formel-2-Meisterschaft teil. In seiner Debütsaison, die er auf dem 11. Platz mit 74 Punkten abschloss, startete er für das tschechische Team Sauber Junior Team by Charouz. Sein Teamkollege damals war der US-Amerikaner Juan Manuel Correa. Ilott holte 2019 unter anderem zwei Podiumsplätze in Barcelona und Sochi sowie eine Pole-Position in Monza heraus. In der Saison 2020 ging Ilott an der Seite von Guanyu Zhou für UNI-Virtuosi Racing an den Start, wo er bereits den Saisonauftakt in Spielberg gewinnen konnte, und die Saison hinter dem Sieger Mick Schumacher mit 201 Punkten auf Platz 2 abschloss.

### GT-Rennen und IndyCar
2021 war Illot in verschiedenen Serien aktiv. So nahm er das erste Mal beim 24-Stunden-Rennen von Le Mans teil. Er fuhr für das Team Iron Lynx mit einem Ferrari 488 GTE Evo in der GTE-Am Klasse. Seine Teamkollegen waren die beiden Italiener Matteo Cressoni und Rino Mastronardi. Sie beendeten das Rennen auf dem dritten Platz. Für dasselbe Team nahm er auch in dem GT World Challenge Europe Endurance Cup teil. An der Seite von Davide Rigon und Antonio Fuoco wurde er Elfter in der Meisterschaft. Ebenfalls 2021 war er Testfahrer für die Scuderia Ferrari und zweiter Ersatzfahrer für Alfa Romeo Racing in der Formel 1. In der IndyCar Series nahm er für Juncos Hollinger Racing an den letzten drei Rennen der Saison 2021 teil. Im Jahr 2022 fuhr Ilott bis auf den Detroit Grand Prix alle Rennen der IndyCar Series, wiederum bei Juncos Hollinger Racing. Sein bestes Resultat erzielte er beim GMR Grand Prix mit dem achten Platz, in der Meisterschaft belegte er den 20. Schlussrang.

## Statistik

### Karrierestationen
- 2008–2014: Kartsport
- 2015: Toyota Racing Series (Platz 16)
- 2015: Europäische Formel 3 (Platz 12)
- 2016: Europäische Formel 3 (Platz 6)
- 2017: Europäische Formel 3 (Platz 4)
- 2017: Formel 2 (Platz 26)
- 2018: GP3-Serie (Platz 3)
- 2019: Formel 2 (Platz 11)
- 2020: Formel 2 (Platz 2)
- 2021: GTWC Europe Endurance Cup (Platz 11)
- 2021: IndyCar Series (Platz 38)
- 2022: IndyCar Series (Platz 20)
- 2023: IndyCar Series (Platz 16)

- 2024: IndyCar Series (Platz 33)

### Einzelergebnisse in der europäischen Formel-3-Meisterschaft
| Jahr | Team                  | Motor      | 1   | 2   | 3   | 4   | 5   | 6   | 7   | 8   | 9   | 10  | 11  | 12  | 13  | 14  | 15  | 16  | 17  | 18  | 19  | 20  | 21  | 22  | 23  | 24  | 25  | 26  | 27  | 28  | 29  | 30  | 31  | 32  | 33  | Punkte | Rang |
| ---- | --------------------- | ---------- | --- | --- | --- | --- | --- | --- | --- | --- | --- | --- | --- | --- | --- | --- | --- | --- | --- | --- | --- | --- | --- | --- | --- | --- | --- | --- | --- | --- | --- | --- | --- | --- | --- | ------ | ---- |
| 2015 | Carlin                | Volkswagen | SIL | SIL | SIL | HO1 | HO1 | HO1 | PAU | PAU | PAU | MNZ | MNZ | MNZ | SPA | SPA | SPA | NOR | NOR | NOR | ZAN | ZAN | ZAN | SPI | SPI | SPI | POR | POR | POR | NÜR | NÜR | NÜR | HO2 | HO2 | HO2 | 65,5   | 12.  |
| 2015 | Carlin                | Volkswagen | 10  | 19  | 9   | 12  | 5   | 10  | 11  | 15  | 16  | 20  | 14  | 14  | 14  | 11  | 4   | 11  | 16  | 7   | 11  | 12  | 22  | 30  | 12  | 10  | 16  | 26* | 11  | 3   | 9   | 8   | 15  | 11  | 5   | 65,5   | 12.  |
| 2016 | Van Amersfoort Racing | Mercedes   | LEC | LEC | LEC | HUN | HUN | HUN | PAU | PAU | PAU | SPI | SPI | SPI | NOR | NOR | NOR | ZAN | ZAN | ZAN | SPA | SPA | SPA | NÜR | NÜR | NÜR | IMO | IMO | IMO | HOC | HOC | HOC |     |     |     | 226    | 6.   |
| 2016 | Van Amersfoort Racing | Mercedes   | 10  | 1   | 12  | DNF | 9   | 6   | 5   | 3   | 4   | 1   | 4   | 2   | DNF | 7   | 7   | 5   | 3   | 6   | 16  | 5   | DNF | 5   | 7   | 4   | 15  | DNF | 3   | DNF | DSQ | DNF |     |     |     | 226    | 6.   |
| 2017 | Prema Powerteam       | Mercedes   | SIL | SIL | SIL | MNZ | MNZ | MNZ | PAU | PAU | PAU | HUN | HUN | HUN | NOR | NOR | NOR | SPA | SPA | SPA | ZAN | ZAN | ZAN | NÜR | NÜR | NÜR | SPI | SPI | SPI | HOC | HOC | HOC |     |     |     | 344    | 4.   |
| 2017 | Prema Powerteam       | Mercedes   | DNF | 2   | 1   | 9   | 7   | 1   | DNF | 3   | 2   | 5   | 1   | 2   | DNF | 9   | 9   | 14  | 6   | 4   | 5   | 1   | DNF | 4   | 3   | 4   | 1   | 4   | DNF | 4   | 1   | 5   |     |     |     | 344    | 4.   |

### Einzelergebnisse in der GP3-Serie
| Jahr | Team           | 1   | 2   | 3   | 4   | 5   | 6   | 7   | 8   | 9   | 10  | 11  | 12  | 13  | 14  | 15  | 16  | 17  | 18  | Punkte | Rang |
| ---- | -------------- | --- | --- | --- | --- | --- | --- | --- | --- | --- | --- | --- | --- | --- | --- | --- | --- | --- | --- | ------ | ---- |
| 2018 | ART Grand Prix | ESP | ESP | FRA | FRA | AUT | AUT | GBR | GBR | HUN | HUN | BEL | BEL | ITA | ITA | RUS | RUS | UAE | UAE | 167    | 3.   |
| 2018 | ART Grand Prix | 3   | 7   | 8   | 1   | 1   | 6   | 3   | 5   | 6   | 2   | 6   | 3   | 3   | DSQ | 13  | 18  | 4   | 4   | 167    | 3.   |

### Einzelergebnisse in der FIA-Formel-2-Meisterschaft
| Jahr | Team                          | Motor      | 1   | 2   | 3   | 4   | 5   | 6   | 7   | 8   | 9   | 10  | 11  | 12  | 13  | 14  | 15  | 16  | 17  | 18  | 19  | 20  | 21  | 22  | 23  | 24  | Punkte | Rang |
| ---- | ----------------------------- | ---------- | --- | --- | --- | --- | --- | --- | --- | --- | --- | --- | --- | --- | --- | --- | --- | --- | --- | --- | --- | --- | --- | --- | --- | --- | ------ | ---- |
| 2017 | Trident                       | Mecachrome | BRN | BRN | ESP | ESP | MON | MON | AZE | AZE | AUT | AUT | GBR | GBR | HUN | HUN | BEL | BEL | ITA | ITA | ESP | ESP | UAE | UAE |     |     | 0      | 25.  |
| 2017 | Trident                       | Mecachrome |     |     |     |     |     |     |     |     |     |     | 19  | 14  |     |     |     |     |     |     |     |     |     |     |     |     | 0      | 25.  |
| 2019 | Sauber Junior Team by Charouz | Mecachrome | BRN | BRN | AZE | AZE | ESP | ESP | MON | MON | FRA | FRA | AUT | AUT | GBR | GBR | HUN | HUN | BEL | BEL | ITA | ITA | RUS | RUS | UAE | UAE | 74     | 11.  |
| 2019 | Sauber Junior Team by Charouz | Mecachrome | 14  | 16  | DNF | 9   | 8   | 3   | DNS | 14  | DNF | 8   | 14  | 9   | 8   | 4   | 10  | 10  | C   | C   | 4   | 12  | 9   | 3   | 5   | 5   | 74     | 11.  |
| 2020 | UNI-Virtuosi Racing           | Mecachrome | AUT | AUT | AUT | AUT | HUN | HUN | GBR | GBR | GBR | GBR | ESP | ESP | BEL | BEL | ITA | ITA | ITA | ITA | RUS | RUS | BHR | BHR | BHR | BHR | 201    | 2.   |
| 2020 | UNI-Virtuosi Racing           | Mecachrome | 1   | 9   | 5   | 5   | 8   | 2   | 5   | DNF | 1   | 6   | 5   | 8   | 10  | DNF | 6   | 1   | 13  | 6   | 3   | 7   | 2   | 16  | 5   | 10  | 201    | 2.   |

| Legende  | Legende            | Legende                                                          |
| Farbe    | Abkürzung          | Bedeutung                                                        |
| -------- | ------------------ | ---------------------------------------------------------------- |
| Gold     | –                  | Sieg                                                             |
| Silber   | –                  | 2. Platz                                                         |
| Bronze   | –                  | 3. Platz                                                         |
| Grün     | –                  | Platzierung in den Punkten                                       |
| Blau     | –                  | Klassifiziert außerhalb der Punkteränge                          |
| Violett  | DNF                | Rennen nicht beendet (did not finish)                            |
| Violett  | NC                 | nicht klassifiziert (not classified)                             |
| Rot      | DNQ                | nicht qualifiziert (did not qualify)                             |
| Rot      | DNPQ               | in Vorqualifikation gescheitert (did not pre-qualify)            |
| Schwarz  | DSQ                | disqualifiziert (disqualified)                                   |
| Weiß     | DNS                | nicht am Start (did not start)                                   |
| Weiß     | WD                 | zurückgezogen (withdrawn)                                        |
| Hellblau | PO                 | nur am Training teilgenommen (practiced only)                    |
| Hellblau | TD                 | Freitags-Testfahrer (test driver)                                |
| ohne     | DNP                | nicht am Training teilgenommen (did not practice)                |
| ohne     | INJ                | verletzt oder krank (injured)                                    |
| ohne     | EX                 | ausgeschlossen (excluded)                                        |
| ohne     | DNA                | nicht erschienen (did not arrive)                                |
| ohne     | C                  | Rennen abgesagt (cancelled)                                      |
| ohne     | keine WM-Teilnahme |                                                                  |
| sonstige | P/fett             | Pole-Position                                                    |
| sonstige | 1/2/3/4/5/6/7/8    | Punktplatzierung im Sprint-/Qualifikationsrennen                 |
| sonstige | SR/kursiv          | Schnellste Rennrunde                                             |
| sonstige | *                  | nicht im Ziel, aufgrund der zurückgelegten Distanz aber gewertet |
| sonstige | ()                 | Streichresultate                                                 |
| sonstige | unterstrichen      | Führender in der Gesamtwertung                                   |

### Einzelergebnisse in der IndyCar Series
| Jahr | Team                    | 1   | 2   | 3   | 4   | 5    | 6    | 7   | 8   | 9   | 10   | 11   | 12   | 13  | 14  | 15   | 16   | 17  | Punkte | Rang |
| ---- | ----------------------- | --- | --- | --- | --- | ---- | ---- | --- | --- | --- | ---- | ---- | ---- | --- | --- | ---- | ---- | --- | ------ | ---- |
| 2021 | Juncos Hollinger Racing | ALA | STP | TXS | TXS | IMS  | INDY | DET | DET | ROA | MDO  | NSH  | IMS  | STL | POR | LAG  | LBH  |     | 18     | 38.  |
| 2021 | Juncos Hollinger Racing |     |     |     |     |      |      |     |     |     |      |      |      |     | 25  | 22   | 26   |     | 18     | 38.  |
| 2022 | Juncos Hollinger Racing | STP | TXS | LBH | ALA | IMS  | INDY | DET | ROA | MDO | TOR  | IOW1 | IOW2 | IMS | NSH | GAT  | POR  | LAG | 219    | 20.  |
| 2022 | Juncos Hollinger Racing | 19  | 16L | 24  | 25  | 8    | 32   |     | 11  | 23  | 14   | 12   | 11   | 14  | 15  | 21   | 9L   | 26L | 219    | 20.  |
| 2023 | Juncos Hollinger Racing | STP | TXS | LBH | ALA | IMS  | INDY | DET | ROA | MDO | TOR  | IOW1 | IOW2 | NSH | IMS | GAT  | POR  | LAG | 266    | 16.  |
| 2023 | Juncos Hollinger Racing | 5   | 9   | 19  | 13  | 18   | 12L  | 27  | 18  | 16  | 18   | 15   | 14   | 12  | 17  | 27   | 15   | 5   | 266    | 16.  |
| 2024 | Arrow McLaren           | STP | LBH | ALA | IMS | INDY | DET  | ROA | LAG | MDO | IOW1 | IOW2 | TOR  | GAT | POR | MIL1 | MIL2 | NSH | 39     | 33.  |
| 2024 | Arrow McLaren           | 11  |     |     |     | 11L  |      |     |     |     |      |      |      |     |     |      |      |     | 39     | 33.  |
| 2025 | Prema Racing            | STP | TTC | LBH | ALA | IMS  | INDY | DET | GAT | ROA | MDO  | IOW1 | IOW2 | TOR | LAG | POR  | MIL1 | NSH | 163    | 24.  |
| 2025 | Prema Racing            | 19  | 26  | 21  | 23  | 22   | 33   | 26  | 18L | 15  | 13   | 23   | 21   | 8   | 6   |      |      |     | 163    | 24.  |

Legende

### Le-Mans-Ergebnisse
| Jahr | Team            | Fahrzeug            | Teamkollege     | Teamkollege      | Platzierung | Ausfallgrund |
| ---- | --------------- | ------------------- | --------------- | ---------------- | ----------- | ------------ |
| 2021 | Iron Lynx       | Ferrari 488 GTE Evo | Matteo Cressoni | Rino Mastronardi | Rang 27     |              |
| 2024 | Hertz Team Jota | Porsche 963         | Will Stevens    | Norman Nato      | Rang 8      |              |

### Einzelergebnisse in der FIA-Langstrecken-Weltmeisterschaft
| Saison | Team      | Rennwagen       | 1   | 2   | 3   | 4   | 5   | 6   | 7   | 8   |
| ------ | --------- | --------------- | --- | --- | --- | --- | --- | --- | --- | --- |
| 2021   | Iron Lynx | Ferrari 488 GTE | SPA | POR | MON | LEM | BAH | BAH |     |     |
| 2021   | Iron Lynx | Ferrari 488 GTE | 27  |     |     |     |     |     |     |     |
| 2024   | Jota      | Porsche 963     | KAT | IMO | SPA | LEM | SAO | AUS | FUJ | BAH |
| 2024   | Jota      | Porsche 963     | 2   | 14  | 1   | 8   | 18  | DNF | 5   | 13  |